# Kabaret Świerszczychrząszcz
Kabaret Świerszczychrząszcz – polski kabaret pochodzący ze Szczebrzeszyna.
Tworzą go Marcin Wąsowski i Michał Łysiak. Marcin Wąsowski wcześniej współpracował z łódzkim Teatrem MMS i Teatrem „A”, natomiast Michał Łysiak – ze studenckim Teatrem ITP na KUL-u.

## Nagrody i wyróżnienia[1]
2014
- Grand Prix i Nagroda Publiczności na Ostrołęckich Spotkaniach z Piosenką Kabaretową OSPA, Ostrołęka

2013
- I Nagroda na Dąbrowskiej Ściemie Kabaretowej DeBeŚciak, Dąbrowa Górnicza
- Półfinał „Mam Talent”, Warszawa

2012
- Zwycięstwo i Nagroda Publiczności w II Eliminacji do Finału Festiwalu Zostań Gwiazdą Kabaretu, Poznań
- III Nagroda na Przeglądzie Kabaretowym PKS, Warszawa
- III Nagroda i Nagroda Publiczności na Lidzbarskich Wieczorach Humoru i Satyry, Lidzbark Warmiński
- III Nagroda na Dąbrowskiej Ściemie Kabaretowej DeBeŚciak, Dąbrowa Górnicza

2011
- I Nagroda na Przeglądzie Kabaretowym PARODIOLA, Olsztyn
- I Nagroda na Przeglądzie Kabaretowym (o)Koło Sołtysa, Wąchock
- I Nagroda i Nagroda Publiczności na Trybunałach Kabaretowych, Piotrków Trybunalski

2009
- Festiwal Kabaretu: srebrna (za wydarzenie festiwalu) i brązowa (za wydarzenie dnia) statuetka Ericha von Patisohna
- Dąbrowska Ściema Kabaretowa: I miejsce i tytuł DeBeŚciaka
- Zielony Salon Młodych Kabaretów (Warszawa): I miejsce

2008
- PaKA: I Nagroda, Nagroda Publiczności, Nagroda Telewidzów
- Kabaretowe Mistrzostwa Świata: I nagroda
- Szpak: Grand Prix, Nagroda Publiczności
- Zak: Nagroda za najlepszy skecz, Nagroda Publiczności, Nagroda Dziennikarzy

2007
- JAPKO: Grand Prix, Nagroda publiczności
- Mulatka: II Nagroda
- Lidzbarskie Wieczory Humoru i Satyry: II Nagroda
- Kadr: Grand Prix
- Fermenty: Grand Prix, Nagroda Publiczności